# Floralia Voorthuizen
Floralia Voorthuizen is een jaarlijks terugkerend bloemencorso in het Nederlandse dorp Voorthuizen, gelegen in de provincie Gelderland. Het evenement vindt plaats op de derde zaterdag van september en trekt jaarlijks tienduizenden bezoekers en is een belangrijk onderdeel van de lokale tradities en evenementen.

## Geschiedenis
Deze floralia werd in maart 1933 opgericht op initiatief van de heren W. Koopman en C. Scheeper. Hun doel was om kinderen liefde voor bloemen en planten bij te brengen. Om dit te bereiken werden in het voorjaar stekjes verkocht. Wie hiervan de mooiste plant kweekte, ontving een prijs. De gekweekte planten waren destijds vooral fuchsia, begonia, salvia, ageratum en coleus. De keuring vond plaats tijdens een tentoonstelling, de voorloper van de huidige presentatie.
Tijdens de Tweede Wereldoorlog lag het evenement stil, en na de oorlog was de kas leeg. Met slechts 35 cent werd een herstart gemaakt. Door gezamenlijke inspanningen, zoals het zelf oppotten van plantjes, wist men het evenement nieuw leven in te blazen.
In 1953 werd de eerste bloemenkoningin, "Flora I", geïntroduceerd om het festijn extra glans te geven. In de jaren '70 nam de deelname van grote praalwagens af, wat het aanzien van het corso negatief beïnvloedde. Het toenmalige bestuur besloot het evenement te herstructureren tot een volledig bloemenfestijn, zonder bazaar en met de nadruk op bloemen. Deze verandering leidde tot een heropleving en verbetering van de kwaliteit.
Tijdens de coronapandemie kon in 2020 en 2021 de traditionele optocht niet doorgaan. In plaats daarvan werden de Dahlia Dagen geïntroduceerd, waarbij inwoners en verenigingen eigen creaties of tableaus maakten die langs een speciale fietsroute werden geplaatst. Dit concept bleek een enorm succes, mede doordat het destijds een van de weinige evenementen was die kon plaatsvinden. De fietsroute langs de verschillende creaties bleek een aantrekkelijke manier om het evenement toegankelijk te maken voor een breed publiek. De Dahlia Dagen zijn sindsdien een vast onderdeel van Floralia Voorthuizen geworden.

## Bloemencorso
Het bloemencorso van Floralia Voorthuizen bestaat uit met bloemen versierde praalwagens die door de straten van Voorthuizen trekken. De wagens worden gebouwd door diverse buurten, vriendengroepen en jeugdgroepen. Veelal worden er dahlia's gebruikt, net als bij andere bekende bloemencorso's in Nederland, zoals het Bloemencorso Zundert en het Bloemencorso Bollenstreek.

## UNESCO Immaterieel Erfgoed
In 2021 werd het bloemencorso in Nederland, inclusief Floralia Voorthuizen, opgenomen in de Representatieve Lijst van het Immaterieel Cultureel Erfgoed van de Mensheid van UNESCO. Deze erkenning benadrukt het belang van bloemencorso’s als cultureel fenomeen en onderstreept de inzet van talloze vrijwilligers die zich jaarlijks inzetten voor het behoud en de verdere ontwikkeling van deze traditie. Het corso draagt bij aan de sociale samenhang en het culturele erfgoed van Nederland.

## Organisatie
De organisatie van Floralia Voorthuizen ligt in handen van een lokale vereniging die zich inzet voor het behoud en de ontwikkeling van het corso. Daarnaast zijn alle corsoteams zelfstandige verenigingen. Vrijwilligers spelen een cruciale rol bij de voorbereidingen en uitvoering van het evenement.

## Vergelijkbare evenementen
Floralia Voorthuizen maakt deel uit van een bredere traditie van bloemencorso's in Nederland en België. Andere bekende corso's zijn onder meer het Bloemencorso Valkenswaard, het Bloemencorso Lichtenvoorde en het Bloemencorso Sint-Gillis-bij-Dendermonde.